# Río Ibáñez
El río Ibáñez es un curso de agua que fluye en la Región de Aysén del General Carlos Ibáñez del Campo y es una de las fuentes más importantes de la cuenca del río Baker a la cual se une a través del lago General Carrera.

## Trayecto
El río nace en un ventisquero desprendido hacia el SE desde los glaciares rodean Volcán Hudson, por cuyas erupciones se ven afectadas sus aguas. En el corazón andino, limita al norte con la cuenca del río Aysén, en particular con la hoya del río Huemules (Simpson) (que dará vida más al norte al río Simpson). 
Corre inicialmente en dirección al SE por 30 km, luego al este por otros 30 km para cambiar nuevamente su curso inferior en dirección al SE por 28 km, logrando así una longitud total de 88 km.: 559 
Su área de drenaje limita al norte con las del río Blanco (Oeste), al sur con las del río Murta y su principal afluente es el estero Manso, emisario del Lago Lapparent y otros menores.
Por el lado izquierdo recibe los cursos menores Riacillos, Nieve, Parado. En el curso inferior, recibe no menos de seis arroyos por banda, algunos de ellos con nombres: estero del Bosque, estero Limpio, Chorrillo, Peñascos. Estos por su flanco izquierdo. Por el derecho, el estero Claro. 
Desemboca en Bahía Ibáñez del Lago General Carrera, donde se encuentra el puerto lacustre y la población de Puerto Ingeniero Ibáñez.

## Caudal y régimen
Las curvas de caudal muestran los mayores caudales en los meses de deshielo, en diciembre y enero, es decir el río tiene un régimen nival.

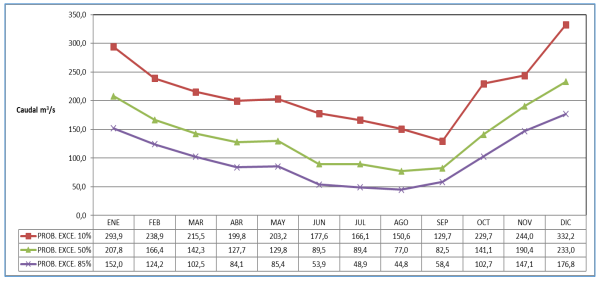
Curvas de variación estacional para el río en su desembocadura.

## Historia
Luis Risopatrón lo describe en su Diccionario Jeográfico de Chile: 418 
Ibañez (Rio) 46° 16' 72° 00'. Es de largo curso, caudaloso, presenta cataratas, es de agua blanquizca i corre hácia el E en un fondo blando, en un valle ancho en su parte inferior, sin pasto, el que inundan las crecidas, pues el agua sube a veces cuatro metros en 24 horas; se vácia en el estremo NW de la bahía del mismo nombre, del lago de Buenos Aires. 114, mapa (1897); 120, p. 163; 121, p. 46; 134; 154; i 156.

## Población, economía y ecología
Bordea las poblaciones de Villa Cerro Castillo y Puerto Ingeniero Ibáñez. Parte de su orilla norte limita con el Parque nacional Cerro Castillo.